# Daniel Odija

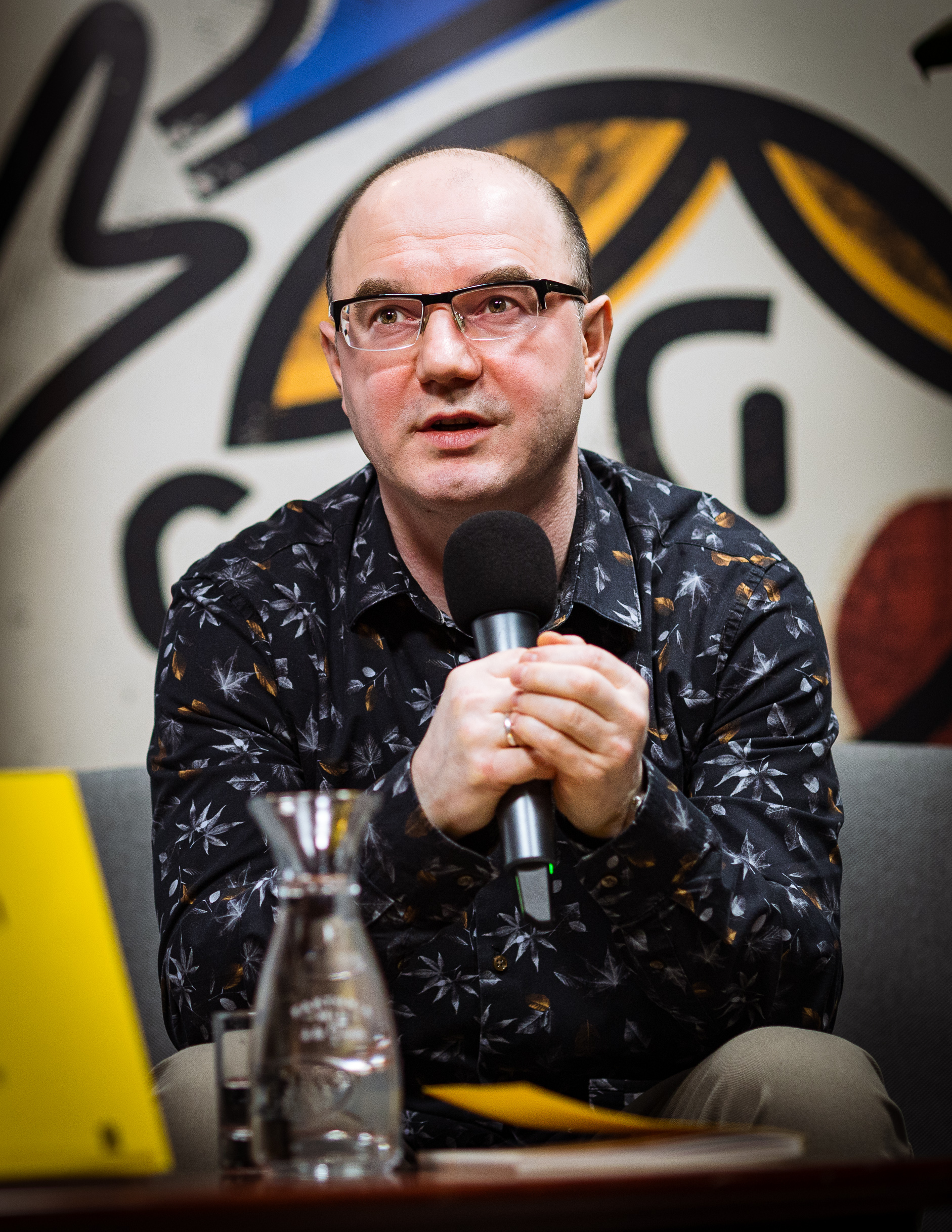
Daniel Odija, 2024

Daniel Odija (* 1974 in Słupsk, Polen) ist ein polnischer Schriftsteller und Fernsehjournalist.

## Leben
Daniel Odija studierte Polnische Literatur an der Universität Danzig und begann beim polnischen Öffentlich-rechtlichen Fernsehsender Telewizja Polska als Journalist zu arbeiten. Parallel dazu veröffentlichte er bereits mehrere Kurzgeschichten. Sein Stil wird dem Proza Północy zugerechnet. Mit Ulica, welcher 2012 im Paul Zsolnay Verlag unter dem Titel Auf offener Straße veröffentlicht wurde, erschien 2001 sein erster Roman. Seine Romane spielen meist in der pommerschen Provinz. Er schreibt über Menschen am Rand der Gesellschaft und bietet einen Eindruck in das gegenwärtige Polen. Odija publiziert in „Tygodnik Powszechny“, „Gazeta Wyborcza“, „Playboy“ und in Anthologien. Seine literarischen Texte wurden ins Französische, Deutsche und Ukrainische übersetzt. Er erhielt für die Romane „Sägewerk“ und „Kronika Umarłych“ die Nominierung zu dem Nike-Literaturpreis.

## Werke
- 2001: Ulica
  - 2012: Auf offener Straße. Paul Zsolnay Verlag, 144 Seiten, ISBN 978-3-552-05533-9
- 2003: Tartak
  - 2006: Das Sägewerk. Paul Zsolnay Verlag, 172 Seiten, ISBN 978-3-552-05383-0
- 2005: Szklana huta
- 2008: Niech to nie będzie sen
- 2010: Kronika umarłych
- 2017: Stolp (Graphic Novel), Zeichnungen: Wojciech Stefaniec
- 2018: Przezroczyste głowy. Wydawnictwo Literackie
- 2019: Rita (Graphic Novel), Zeichnungen: Wojciech Stefaniec
- 2021: Pusty przelot. Wydawnictwo Czarne
- 2024: ale (Buch der Poesie). Wydawnictwo Warstwy[3]